# گواهی‌نامه رانندگی در ایران
گواهی‌نامه رانندگی در ایران یک مدرک هویتی است که توسط پلیس راهنمایی و رانندگی فراجا، برای شهروندان بالای ۱۸ سال که در آزمون آئین‌نامه و عملی شهر با وسایل نقلیه مربوط قبول می‌شوند؛ در پنج نوع مختلف (پایه سه، پایه دو، پایه یک، موتور سیکلت و ویژه) صادر می‌شود.
مدت اعتبار گواهینامه رانندگی ۱۰ سال است. پس از پایان اعتبار در صورت احراز سلامت جسمی و روانی برای دوره‌های ۱۰ ساله تجدید می‌شود. افراد ۷۰ سال به بالا هر ۵ سال یکبار جهت احراز سلامت جسمی و روانی و درصورت لزوم تعویض گواهینامه متناسب با شرایط جسمی و روانی خود باید به راهنمایی و رانندگی مراجعه کنند

## تاریخچه
اولین کسی که در ایران قربانی تصادف اتومبیل شد، درویش خان نوازنده و استاد تار بود که در سال ۱۳۰۵ درگذشت؛ و اولین افسر آزمایش رانندگی که نام و امضاء او در پای اوراق رانندگان زمان قاجاریه وجود دارد به زبان فرانسه نوشته شده‌است شخصی بنام مسیوکلین بود که بعد از وی این سمت به ناصرخان انشاء اولین متخصص نظمیه محول شد. همچنین اولین آیین‌نامه رانندگی در زمان وستد اهل سوئدی تهیه و تنظیم گردید. وی در سال ۱۲۹۱ ه‍.ش ریاست نظمیه را به عهده داشت و حدود ۱۰ سال در این پست باقی ماند. از کارهای وی، ترجمه، تنظیم نظامنامه و آیین‌نامه قید شده‌است
اولین چراغهای راهنمایی و رانندگی در سالهای دهه ۳۰ در تقاطع‌های سپه (امام خمینی فعلی) ولی عصر، پل امیر بهادر، باغ ملی دروازه شمیران، گمرک و امیریه نصب گردید ولی پیش‌از نصب این چراغها، چراغهای راهنمایی به‌صورت کوله پشتی بودند که دارای دو چراغ قرمز، سبز و کلیدی در جهت خاموش و روشن کردن آنها بود که کوله پشتی در پشت مأمور قرار می‌گرفت و کلید آن روی سینه سمت چپ قرار داشت این چراغها کار می‌کرد و مأمور با پشت کردن به طرف رانندگان اتومبیل آنان را متوقف یا دستور حرکت به آنان می‌دادند. بالاخره در سالهای ۳۹ و ۴۰ چهارراه دارای چراغ خودکار گردید. نخستین راننده زن در ایران شخصی بنام خانم هِلِن شَه بَنده بود که در سال ۱۳۱۹ موفق به گرفتن گواهینامه گردید و در مطبوعات آن زمان دربارهٔ این اتفاق مقاله نوشتند و بالاخره در سال ۱۳۰۰ هجری شمسی در اداره پلیس شعبه‌ای بنام شعبه آلات ناقله در خیابان باب همایون (درب اندرون سابق) تأسیس گردید و با ۱۰ نفر مأمور که از بین پاسبانها انتخاب شده بودند کار کنترل عبور و مرور اتومبیل‌ها را به عهده گرفتند و علامت مشخصه آنها یا دیگر افراد پلیس بازوبند سفیدی بود که به بازوی چپ خود می‌بستند. ریاست این شعبه به شخصی بنام فتح‌الله خان بهنام که در حقیقت اولین رئیس راهنمایی و رانندگی محسوب می‌شد و دارای درجه نایب اولی برابر ستوان یکم بود واگذار گردید.

## شرایط اخذ گواهینامه ماشین
پنج نوع گواهینامه مختلف در ایران وجود دارد:
| ردیف | نوع گواهینامه | شرایط اخذ | توضیحات | پیش نیاز |
| ---- | ------------- | --- | --- | -------- |
| ۱    | موتورسیکلت    | سن ورود به ۱۶ سال 1. گواهی سلامت جسمی و روحی و روانی 2. طی دوره آموزش نظری و عملی 3. قبولی درآزمون آئین‌نامه و عملی شهر با موتورسیکلت ۲۰۰سی سی | دارندگان گواهینامه موتورسیکلت پس از گذشت۳ سال از تاریخ صدور گواهینامه موتورسیکلت و رسیدن به سن ۲۳ سال تمام می‌توانند با موتورسیکلت با حجم بالاتر از ۲۰۰ سی سی رانندگی نمایند | -        |
| ۲    | پایه سوم      | 1. سن ۱۸ سال تمام 2. گواهی سلامت جسمی و روحی و روانی 3. طی دوره آموزش نظری و عملی 4. قبولی در آزمون آئین‌نامه و عملی شهر با وسایل نقلیه مربوط | حداکثر مجموع وزن و ظرفیت بار ۳/۵ تن یا حمل حداکثر ۹ نفر سرنشین با راننده بجز وسایل نقلیه خدمات عمومی (وانت نیسان با پلاک شخصی و ون)                                         | -        |
| ۳    | پایه دوم      | 1. سن ۲۳ سال تمام 2. گذشت ۲ سال تمام از اخذ گواهینامه پایه سوم 3. گواهی سلامت جسمی و روحی و روانی و تست عدم اعتیاد 4. طی دوره آموزش نظری و عملی 5. قبولی در آزمون آئین‌نامه و عملی شهر با وسایل نقلیه مربوط (مینی بوس و خاور)                       | حداکثر مجموع وزن و ظرفیت بار ۶ تن و حمل حداکثر ۲۶ نفر سرنشین | پایه سوم |
| ۴    | پایه یکم      | 1. سن ۲۵ سال تمام 2. گذشت ۲ سال تمام از اخذ گواهینامه پایه دوم 3. گواهی سلامت جسمی و روحی و روانی و تست عدم اعتیاد 4. طی دوره آموزش نظری و عملی 5. قبولی در آزمون آئین‌نامه و عملی شهر با وسایل نقلیه مربوط (کامیون ۱۹۲۱ و اتوبوس بنز ۳۰۲ مسافربری) | مجموع وزن و ظرفیت باربیش از۶تن یا حمل بیش از۲۶نفر سرنشین | پایه دوم |
| ۵    | ویژه          | 1. سن ۲۰ سال تمام 2. گواهی سلامت جسمی و روحی و روانی 3. طی دوره آموزش نظری و عملی 4. قبولی در آزمون آئین‌نامه و عملی شهر با وسایل نقلیه مربوط | انواع وسایل نقلیه عمرانی، صنعتی، کشاورزی و کارگاهی | -        |

## تبدیل گواهینامه‌های خارجی به ایرانی
دارندگان گواهینامه‌های معتبر خارجی (اعم از ایرانیان یا افراد خارجی) می‌توانند تا شش ماه پس از ورود در ایران رانندگی نمایند ولی درصورت تمایل به ادامه رانندگی در ایران باید نسبت به تبدیل گواهینامه خارجی خود به گواهینامه ایرانی اقدام نمایند
تبدیل گواهینامه‌های رانندگی معتبر صادرشده از کشورهای خارجی که گواهینامه صادره از ایران در قلمرو سرزمینی آنان برای رانندگی معتبر محسوب می‌شود با ارائه ترجمه و مشاهده اصل گواهینامه خارجی و سایر مدارک لازم و احراز سلامت جسمی و روانی درخواست کننده صورت می‌پذیرد.

گواهی نامه کشورهای آرژانتین، آلمان، اندونزی، الجزایر، ارمنستان، ازبکستان، اتریش، اسپانیا، اسلونی، ایتالیا، استرالیا، بلژیک، بلغارستان، بوسنی، بنگلادش، پرتغال، تانزانیا، ترکمنستان، ترکیه، تونس، جمهوری آذربایجان، جمهوری چک، چین، روسیه، رومانی، زلاندنو، زئیر، ژاپن، سریلانکا، سوریه، سودان، سومالی، سوئد، سوئیس، ساحل عاج، عمان، فیلیپین، فرانسه، فنلاند، قزاقستان، قرقیزستان، کره جنوبی، کنیا، کرواسی، گینه، لبنان، لیبی، لهستان، مالزی، مصر، موریتانی، مجارستان، مکزیک، نیجر، نیجریه، نروژ، نیکاراگوئه، هند، یمن و یونان قابل تبدیل به گواهی نامه ایرانی می‌باشد.

## محدودیت‌های گواهینامه پایه سوم در سال اول صدور گواهینامه
کسانی که موفق به اخذ گواهینامه پایه سوم رانندگی می‌شوند برابر ضوابط و دستورالعمل‌های صادره به منظور کسب مهارت بیشتر و تجربه در امر رانندگی و کنترل و هدایت هرچه بهتر وسیله نقلیه در سال اول، محدودیت‌ها برای رانندگی آنان در نظر گرفته شده‌است.
افرادی که موفق به اخذ گواهینامه پایه سوم می‌شوند، در سه‌ماهه اول رانندگی می‌بایست یک نفر دارنده گواهینامه پایه سوم که مشمول شرایط و ضوابط دستورالعمل فوق نباشد یا افرادی که دارای گواهینامه پایه دوم یا یکم باشد را هنگام رانندگی به همراه خود داشته باشند.
یکی دیگر از محدودیت‌های این افراد، عدم ارتکاب تخلفات منجر به اخذ نمره منفی طبق جدول موضوع ماده ۷ قانون می‌باشد. ضمناً این اشخاص از ساعات۲۴ لغایت ۰۵:۰۰ بامداد مجاز به رانندگی با وسیله نقلیه نمی‌باشند.
رانندگی در معابر برون‌شهری به استثنای معابر بزرگراهی بین شهری تا فاصله حداکثر ۲۵ کیلومتر از شهرها نیز ممنوع می‌باشد.
بر اساس گزارش سایت راهور، تقصیر در تصادفات منجر به جرح و فوت، حسب نظر کارشناسان تصادف و عدم رعایت شرایط مندرج در گواهینامه از قبیل استفاده از عینک، سمعک یا تجهیزات خاص از دیگر محدودیت‌های دارندگان گواهینامه پایه سوم در سال اول می‌باشند.
طبق مقررات جدید علامت اخطاری راننده مبتدی باید در سمت راست جلوی خودرو و در سمت چپ شیشه عقب خودرو نصب شود.

## طرح تجمیع
طرحی است که بر اساس آن دارندگان گواهی‌نامه‌های رانندگی مختلف، به جای داشتن چندین گواهینامه تنها یک گواهینامه دریافت می‌کنند. به عنوان نمونه تمام اطلاعات مربوط به گواهی‌نامه‌های ب۱ و موتورسیکلت در یک گواهی‌نامه درج خواهد شد. افرادی که قصد گرفتن گواهی‌نامه‌ای تازه دارند باید گواهی‌نامه قدیمی خود را تحویل داده و گواهی‌نامهٔ هوشمند دریافت کنند.